# Toxikus ikrek

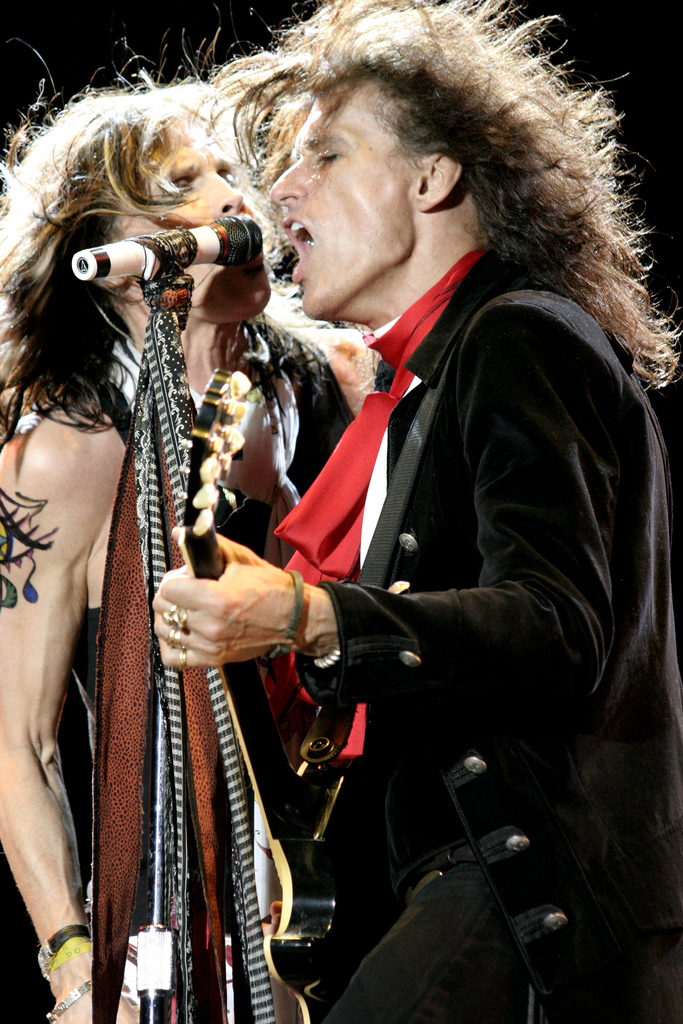
A Toxikus ikrek egy koncerten

A toxikus ikrek becenévvel az Aerosmith rockegyüttes énekesét, Steven Tylert és szólógitárosát, Joe Perryt szokták illetni. A kifejezést még az 1970-es években kapta a két zenész, miután hírhedtté váltak arról, hogy mindenféle kábítószert mértéktelenül fogyasztottak.
Kicsapongó életstílusuk és legendás drogbotrányaik majdnem véget vetettek az együttes karrierjének és a két zenész életének. A kábítószer-használat a koncertteljesítményeikre is kihatott, Tyler több alkalommal is összeesett a színpadon. Több sikertelen elvonókúra után 1986-ban sikerült teljes mértékben leszokniuk alkohol- és drogfüggőségükről. A „toxikus ikrek” becenevet a mai napig használják a két muzsikusra, annak ellenére, hogy már több mint 20 éve józan életet élnek.
Szoros barátságuk az 1970-es évek végén romlani kezdett a kábítószer-használat révén, majd Perry 1979-ben el is hagyta a zenekart. Tyler saját bevallása szerint az 1980-as évek elején volt élete mélypontján, főleg Perry kilépése után érzett fájdalmai miatt. A két zenész Tyler és Perry bajtársias viszonyát jól szemléltetik az olyan Aerosmith-DVD-kiadványok, mint a The Making of Pump, a Big Ones You Can Look At, vagy a You Gotta Move. Mindketten a legismertebb Aerosmith-tagoknak számítanak, így a többi három zenészt, Tom Hamiltont, Joey Kramert és Brad Whitfordot a zenekaron belül tréfásan az „LI3” megnevezéssel illetik mint kevésbé érdekes személyeket. Az együttes legtöbb dalát a két fő dalszerző, Tyler és Perry jegyzi, akik már több mint 80 dalt írtak közösen. 2011 áprilisában Steven Tyler beismerte, hogy még 2008-ban is közösen drogozott Perryvel, többek között ezért nem haladtak a stúdiómunkálatokkal.
2009-ben Tyler újra egy elvonókúrára jelentkezett be, miután egy színpadi sérülése miatt fájdalomcsillapítókat kellett szednie, amitől szervezete ráállt a gyógyszerre. A két zenész botrányos életvitele olyan későbbi muzsikusokat ihletett meg, mint Slash, a Mötley Crüe tagjai vagy Kurt Cobain.

## Együttműködéseik

### Zenei együttműködések
Gyakran előfordult már, hogy a Toxikus ikrek speciális vendégként egy dal erejéig felbukkantak más előadók koncertjein:
- 1981-ben a Boston Gardenben adott Cheap Trick-koncerten felbukkantak egy vendégszereplés erejéig.
- 1986-ban együttműködtek a Run DMC rapduóval, akikkel a Walk This Way című slágerüket újra felvették. A rap-rock átirat segítette a rap műfaj mainstreambe kerülését, továbbá az Aerosmith karrierjének újbóli beindítását.
- Szerepeltek Sam Kinison komédista Wild Thing című dalának videóklipjében.
- Szerepeltek az 1989-ben Milton Keynesben adott Bon Jovi-koncerten, ahol a Walk This Way dalukat adták elő a zenekarral.
- Részt vettek az 1992-ben Párizsban adott Guns N’ Roses-koncerten, ahol a Mama Kin és a Train Kept A-Rollin dalokat adták elő a zenekarral.
- 1995-ben a Led Zeppelin Rock and Roll Hall of Fame-be való beiktatásakor előadták a zenekarral a Bring it on Home-ot.
- 1996-ban egy New York-i Stone Temple Pilots-koncerten bukkantak fel, ahol a Sweet Emotion című dalukat adták elő.
- 1997-ben szerepeltek a Gap (clothing retailer) reklámjában.
- Az 1999-es MTV Video Music Awardson Kid Rock és a Run DMC társaságában előadták a Walk This Wayt.
- 2002-ben Eminem Sing for the Moment című dalában működtek közre, melyben a Dream On részletei is felcsendültek.
- Az 1990-es években megalapították a „Boneyard Boys” csoportosulást, amiben részt vett rajtuk kívül Marti Frederiksen és Mark Hudson is többek között. A tagok segítenek nekik a dalszerzésben, és különböző kreatív folyamatokban.

### Üzleti együttműködések
A két zenész Norwellben (Massachusetts) nyitott egy Mount Blue nevű éttermet, melyet azóta már eladtak.

### Személyes együttműködések
- A Get a Grip és a Nine Lives albumok között együtt vakációztak családjaikkal Floridában.
- Szerepeltek Ted Nugent God, Guns, and Rock 'n' Roll című könyvében, ahol a zenész dicsérő szavakkal illette a duót.

## Dalszerzői partnerség
A toxikus ikreket figyelemre méltó dalszerző párosként emlegetik, akik számtalan nagy sikerű dalt szereztek együtt. Ezek közül néhány:
| - Movin' Out (1973) - Same Old Song and Dance (1974) - Toys in the Attic (1975) - Walk This Way (1975) - No More No More (1975) - Back in the Saddle (1976) - Rats in the Cellar (1976) - Get the Lead Out (1976) - Lick and a Promise (1976) - Draw the Line (1977) - I Wanna Know Why (1977) - Get It Up (1977) - Sight for Sore Eyes (Jack Douglas és David Johansen részvételével) (1977) - No Surprise (1979) - Chiquita (1979) - Cheese Cake (1979) - Three Mile Smile (1979) - Bone to Bone (Coney Island Whitefish Boy) (1979) - My Fist Your Face (Tom Hamilton, Joey Kramer, és Brad Whitford részvételével) (1985) - Shame on You (Hamilton, Kramer, és Whitford részvételével) (1985) - The Reason a Dog (Hamilton, Kramer, és Whitford részvételével) (1985) - Shela (Hamilton, Kramer, és Whitford részvételével) (1985) - Gypsy Boots (Hamilton, Kramer, és Whitford részvételével) (1985) - She's on Fire (Hamilton, Kramer, és Whitford részvételével) (1985) - The Hop (Hamilton, Kramer, és Whitford részvételével) (1985) - Darkness (Hamilton, Kramer, és Whitford részvételével) (1985) - Magic Touch (Jim Vallance részvételével) (1987) - Rag Doll (Vallance és Holly Knight részvételével) (1987) - Simoriah (Vallance részvételével) (1987) - Dude (Looks Like a Lady) (Desmond Child részvételével) (1987) - Hangman Jury (Vallance részvételével) (1987) - Girl Keeps Coming Apart (1987) - The Movie (Hamilton, Kramer, és Whitford részvételével) (1987) - Young Lust (1989) - F.I.N.E.* (1989) - Love in an Elevator (1989) - Monkey on My Back (1989) - My Girl (1989) - Don't Get Mad Get Even (1989) - What It Takes (Child részvételével) (1989) - Ain't Enough (1989) - Intro (Vallance részvételével) (1993) - Eat the Rich (Vallance részvételével) (1993) - Get a Grip (Vallance részvételével) (1993) | - Fever (1993) - Livin' on the Edge (Mark Hudson részvételével) (1993) - Flesh (Child részvételével) (1993) - Shut Up and Dance (Jack Blades és Tommy Shaw részvételével) (1993) - Cryin' (Taylor Rhodes részvételével) (1993) - Gotta Love It (Hudson részvételével) (1993) - Crazy (Child részvételével) (1993) - Line Up (Lenny Kravitz részvételével) (1993) - Boogie Man (Vallance részvételével) (1993) - Don't Stop (Vallance részvételével) (1993) - Can't Stop Messin (Blades és Shaw részvételével) (1993) - Head First (Vallance részvételével) (1993) - Walk on Water (Blades és Shaw részvételével) (1994) - Blind Man (Rhodes részvételével) (1994) - Nine Lives (Marti Frederiksen részvételével) (1997) - Falling in Love (Is Hard on the Knees) (Glen Ballard részvételével) (1997) - Hole in My Soul (Child részvételével) (1997) - Taste of India (Ballard részvételével) (1997) - Something's Gotta Give (Frederiksen részvételével) (1997) - Ain't That a Bitch (Child részvételével) (1997) - The Farm (Hudson és Steve Dudas részvételével) (1997) - Crash (Hudson és Dominik Miller részvételével) (1997) - Attitude Adjustment (Frederiksen részvételével) (1997) - Fallen Angels (Richard Supa részvételével) (1997) - What Kind of Love Are You On (Blades and Shaw részvételével) (1998) - Angel's Eye (Frederiksen és Rhodes részvételével) (2000) - Beyond Beautiful (Frederiksen és Hudson részvételével) (2001) - Trip Hoppin (Frederiksen és Hudson részvételével) (2001) - Sunshine (Frederiksen részvételével) (2001) - Under My Skin (Frederiksen és Hudson részvételével) (2001) - Luv Lies (Frederiksen és Hudson részvételével) (2001) - Outta Your Head (Frederiksen részvételével) (2001) - Drop Dead Gorgeous (Hudson részvételével ) (2001) - Light Inside (Frederiksen részvételével) (2001) - Avant Garden (Frederiksen és Hudson részvételével) (2001) - Face (Frederiksen részvételével) (2001) - Girls of Summer (Frederiksen részvételével) (2002) - Lay it Down (Frederiksen és DeGrate részvételével) (2002) - The Grind (Frederiksen részvételével) (2004) - Devil's Got a New Disguise (Diane Warren részvételével) (2006) - Sedona Sunrise (Vallance részvételével) (2006) |

## Hasonló zenei duók

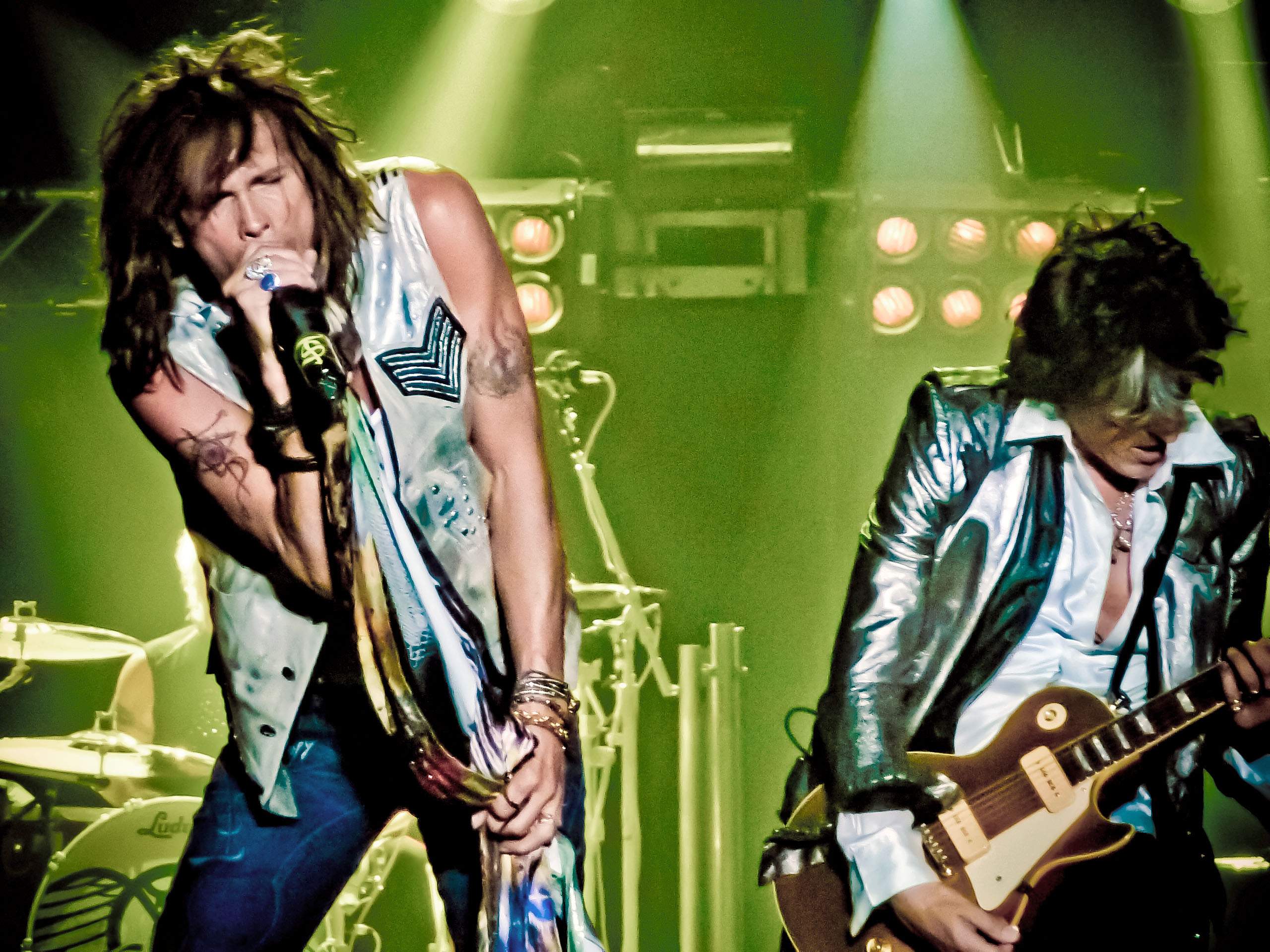
Joe Perry és Steven Tyler egy 2010-es koncerten. A Toxikus ikrekként becézett zenészek önpusztító életmódja nagy nyilvánosságot kapott a korabeli sajtóban, csakúgy mint a leszokásukról szóló történetek

A Toxikus ikrek duó ihlette a Glimmer Twins elnevezésű duót, melyet Mick Jagger és Keith Richards alkot a The Rolling Stonesból.
Ezenkívül még olyan duó elnevezések jöttek létre az Aerosmith példájára, mint a Terror Twins (Terror ikrek), mely a Def Leppardból Phil Collen és Steve Clark gitárosokat foglalta magában. Továbbá a The Muddy Twins, melyet a Hanoi Rocks zenészei Michael Monroe és Andy McCoy alkottak, vagy a szintén Terror ikrekként emlegetett Nikki Sixx és Tommy Lee páros, akik a Mötley Crüe-ben váltak ismertté.

## Elismerések
A Guitar Hero II számítógépes játék Xbox 360 változatához készült egy Toxic Twins elnevezésű verzió a két zenész tiszteletére. 2013-ban dalszerzői tevékenységük révén bekerültek a Songwriters Hall of Fame tagjai közé.